# Wagner Anna
Wagner Anna (Budapest, 1898. augusztus 18. – Budapest, 1970. szeptember 12.) rendőrezredes, pártpolitikus.

## Élete
Győrben tett kereskedelmi érettségit, ezt követően pedig könyvkereskedőnek tanult. 1918-tól kezdve két éven át könyvelőként dolgozott egy nyomdai vállalatnál, 1922-ben belépett a magánalkalmazottak szakszervezetébe, a következő évben pedig a KMP-be. 1923-ban, illetve a következő évben Pozsonyban, később Prágában, 1925-től pedig az osztrák fővárosban élt, és teljesített futárszolgálatot a magyar fővárosba, a KMP megbízásából.
1930-ban a Szovjetunióba emigrált, ahol beiratkozott a Lenin-iskolába, melyet el is végzett. 1931-től két éven át a Vörös Szakszervezeti Internacionálé központjában, majd 1934-től fogva négy éven át a Hidrológiai és Meteorológiai Intézet munkatársa volt, 1938 és 1941 között a Nemzetközi Vörös Segélynél dolgozott. Mészáros Márta nevelöanyja lett. A második világháború idején frontszolgálatot teljesített a IV, majd II. Ukrán Fronton, 1945-ben pedig már a szovjet Vörös Hadsereg tisztjeként tért vissza hazájába. 1948-ig az Új Szó szerkesztőségi munkatársaként működött, majd 1959-ig a Belügyminisztérium alkalmazásában állt. Ezt követően dolgozott a Partizán Szövetségben, illetve az MSZMP KB-ben is.

## Emlékezete
- Vadász Ferenc: Legenda nélkül, Móra, Budapest, 1975, 246 oldal, ISBN 9631102459 (benne Az ezredesasszony – Wagner Anna című fejezet)
- Mint Kovács Juli nevelőanyja Egri Magda néven Anna Polony alakításában jelent meg Mészáros Márta Napló-filmjeiben.